# Incidente del Savoia-Marchetti S.M.75 I-LEAL dell'Ala Littoria del 1940
Il 10 febbraio 1940, un aereo passeggeri Savoia-Marchetti S.M.75 (I-LEAL), controllato dalla compagnia aerea italiana Ala Littoria, si schiantò ad Aiello Calabro; tutte le otto persone a bordo rimasero uccise.

## L'incidente

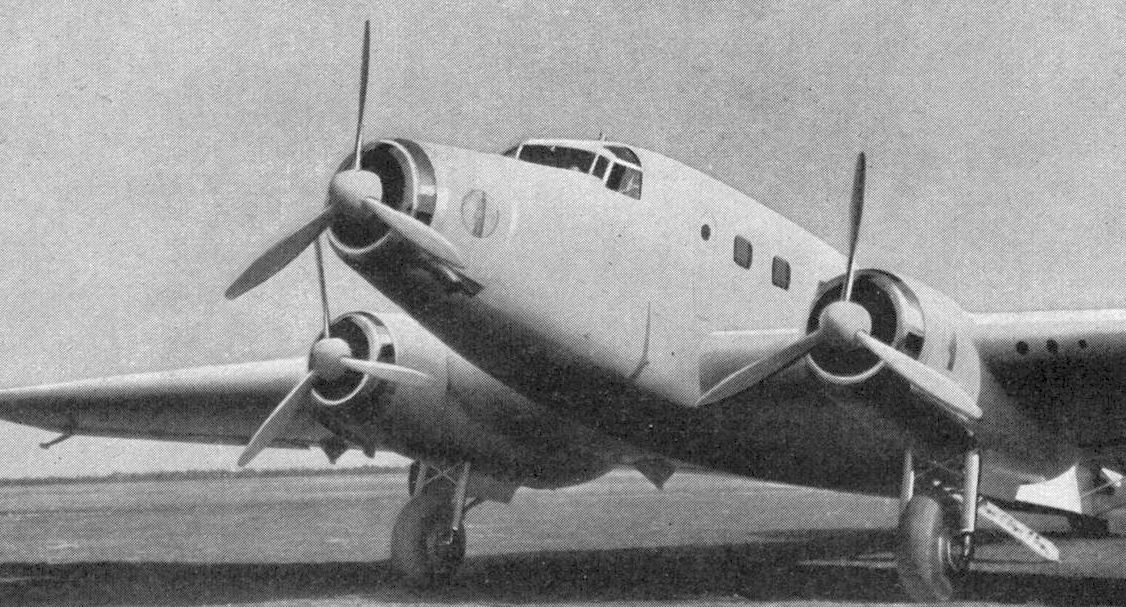
Vista frontale di un aereo da trasporto Savoia-Marchetti S.M.75.

L'aeromobile era impiegato sulla rotta Rodi-Brindisi-Roma. Alle 12:45 del 10 febbraio 1940 il Savoia-Marchetti S.M.75 (I-LEAL) appartenente alla compagnia Ala Littoria decollò dall'aeroporto di Brindisi-Casale con destinazione Roma.
A causa delle avverse condizioni meteorologiche il primo pilota, Angelo Negri, effettuò una deviazione verso la Calabria. A bordo dell'aereo vi erano quattro passeggeri, il senatore del Regno Alfredo Dentice di Frasso, il ragioniere Edoardo Alcozer, direttore del personale dell'Ala Littoria, il sottotenente Girolamo Casazza e il comandante Guido Zacchetti. Altri membri dell'equipaggio erano il secondo pilota Basile Valassiedes, il motorista Pietro Clerici, ed il radio-telegrafista Gino Zoia.
Lungo la rotta l'aereo incappò in violenta tempesta e a causa di questo, e delle formazioni di ghiaccio formatesi sulle ali, andò a colpire un rilievo montuoso ad Aiello Calabro, a sud-ovest di Cosenza, con la morte di tutti gli occupanti. 
Le prime notizie dell'incidente apparvero sul quotidiano La Stampa in data martedì 14 febbraio, ma poi i giornali non parlarono più dell’incidente.